# Ремиш, Наталья
Наталья Ремиш (род. 9 января 1981 года, Москва, СССР) — писатель, журналист, продюсер, автор и сценарист проекта «Просто о важном»
Автор и спикер программы «Урока доброты» для детей. Выступала спикером на тему социальных проблем на различных форумах, в том числе «Добрая Казань», «Обнаженные сердца», на главной Российской книжной выставке.

## Биография
Наталья Ремиш родилась в Москве, в семье врачей. С детства проявляла интерес к написанию прозы, стихотворений и к журналистике.
Закончила Московскую школу № 28 в 1998 году. Затем поступила в МГИМО и училась на факультете Международных отношений, отделение политологии. Закончила в 2003 году.
Начинала свою карьеру в области luxury fashion как PR-менеджер (Pal Zileri, Luisa Beccaria, Hugo Boss, Comme des Garsons, Louis Vuitton, etc.).
Позже работала как журналист светской хроники.
2010—2018-е годы — создала и управляла агентством креативных идей Tapir Creative.
В 2015 году Наталья переехала в Амстердам, вышла замуж и стала матерью троих детей (две дочери мужа от предыдущего брака). Стихи Наталья начала писать как ответы на детские вопросы о жизни.
В 2016 году Наталья запустила стартап «Просто о важном» — проект об эмоциональном воспитании детей. Проект включает в себя серию книг и мультсериал, которые раскрывают тему отношений внутри семьи и эмоционального мира ребёнка.
18 октября 2016 года вышел первый мультфильм Натальи «про Диму». В нём рассказывается о мальчике с особенностями развития. Мультфильм стал экранизацией одного из стихотворений Натальи Ремиш. Средства на его создание были собраны на платформе Planeta.ru весной 2016 года. Мультфильм сделали на студии Паровоз, а режиссёром стал Ришат Гильметдинов.
В мае 2017 года у Натальи вышла книга «Детям о важном. Как говорить на сложные темы. Про Диму и других.», первая в серии «Детям о важном», ставшая продолжением мультфильма. Идея написать её появилась, после того, как мультфильм «Про Диму» приобрёл популярность.
Мультфильм «Про Диму» используется педагогами дошкольного образования для занятий по толерантности.
В 2017 году Участник ток-шоу Тимура Бекмамбетова Dream App в рамках форума «Открытые инновации».
В 2019-м — книга «Про Миру и Гошу».
В 2020-м — мультсериал «Про Миру и Гошу». В конце 2020 приняла участие в новогоднем марафоне Сбербанка совместно с Верой Брежневой, Ксенией Собчак, Даней Милохиным
Также в 2020-м году вышла книга «Чтобы дети не терялись».
Участница фестивалей Российского кино.
В 2025 году дала интервью Юрию Дудю. 

## Благотворительная деятельность
Мультфильмы и материалы, которые выходят в рамках проекта «Просто о важном» имеют социальную направленность. 
Также Наталья является автором и спикером программы «Урока доброты» для детей; спикером на тему социальных проблем на форуме «Добрая Казань», «Обнаженные сердца», на главной Российской книжной выставке; спикером на тему детско-родительских отношений и автором серии вебинаров «Как говорить с детьми на сложные темы» на площадке «Большой Медведицы».

## Фильмография
| Год       | Название                      | Участие                              | Примечания |
| --------- | ----------------------------- | ------------------------------------ | ---------- |
| 2016      | Про Диму (мультфильм)         | Автор идеи, продюсер, автор сценария |            |
| 2019-2022 | Про Миру и Гошу (мультсериал) | Автор идеи, автор сценария           |            |

## Награды
Номинант Всероссийской премии ИКАР, номинант Auburn International Film Festival (Австралия) & FilmFest Osnabrück (Германия).
Победитель «Питчинга анимационных сериалов» в Суздале.
Победитель инкубатора социальных предпринимателей «Навстречу переменам».
Лауреат 3 степени в номинации «Анимация» за доброту в искусстве премии «На Благо Мира» за мультфильм «Другой мальчик»(2020).